# Мальпігієві
Мальпігієві (Malpighiaceae) — родина квіткових рослин порядку мальпігієвоцвітих, що містить близько 75 родів і 1300 видів. Це тропічні і субтропічні рослини, близько 80 % родів і 90 % видів зустрічаються тільки в Новому Світі (Вест-Індія і Америка від півдня США до Аргентини), тоді як решта видів поширена в Старому Світі (Африка, Мадагаскар та від Індомалайзії до Нової Каледонії і Філіппін).
Роди
| - Acmanthera - Acridocarpus - Adelphia - Aenigmatanthera - Alicia - Amorimia - Aspicarpa - Aspidopterys - Banisteriopsis - Barnebya - Blepharandra - Brachylophon - Bronwenia - Bunchosia - Burdachia - Byrsonima - Calcicola - Callaeum - Camarea | - Carolus - Caucanthus - Christianella - Coleostachys - Cordobia - Cottsia - Diacidia - Dicella - Digoniopterys - Dinemagonum - Dinemandra - Diplopterys - Echinopterys - Ectopopterys - Excentradenia - Flabellaria - Flabellariopsis - Gallardoa - Galphimia | - Gaudichaudia - Glandonia - Heladena - Henleophytum - Heteropterys - Hiptage - Hiraea - Janusia - Jubelina - Lasiocarpus - Lophanthera - Lophopterys - Madagasikaria - Malpighia - Malpighiodes - Mascagnia - Mcvaughia - Mezia - Microsteira | - Mionandra - Niedenzuella - Peixotoa - Philgamia - Psychopterys - Pterandra - Ptilochaeta - Rhynchophora - Spachea - Sphedamnocarpus - Stigmaphyllon - Tetrapterys - Thryallis - Triaspis - Tricomaria - Triopterys - Tristellateia - Verrucularia |